# Pavlovsko
Pavlovsko je vesnice, část obce Dobřív v okrese Rokycany v Plzeňském kraji. Nachází se asi 1,5 kilometru západně od Dobříva. Je zde evidováno 105 adres. V roce 2011 zde trvale žilo 190 obyvatel.
Pavlovsko je také název katastrálního území o rozloze 6,57 km².

## Název
V letech 1869–1910 nesla název Pavlovsko, v roce 1921 Pavlovsko 1. díl, od roku 1930 se opět nazývá Pavlovsko.

## Historie
První písemná zmínka o vesnici pochází z roku 1781.

## Obyvatelstvo
| Rok            | 1869 | 1880 | 1890 | 1900 | 1910 | 1921 | 1930 | 1950 | 1961 | 1970 | 1980 | 1991 | 2001 | 2011 | 2021 |
| -------------- | ---- | ---- | ---- | ---- | ---- | ---- | ---- | ---- | ---- | ---- | ---- | ---- | ---- | ---- | ---- |
| Počet obyvatel | 207  | 179  | 138  | 124  | 136  | 134  | 153  | 135  | 162  | 161  | 142  | 171  | 160  | 190  | 244  |
| Počet domů     | 21   | 22   | 21   | 22   | 23   | 23   | 28   | 26   | 26   | 51   | 52   | 68   | 74   | 86   | 104  |

## Obecní správa
Při sčítání lidu v letech 1869–1930 Pavlovsko bylo osadou obce Kamenný Újezd, se kterým patřilo nejprve do okresu Plzeň, ale v letech 1900–1930 v okrese Rokycany. Od roku 1950 je částí obce Dobřív v okrese Rokycany.

## Pamětihodnosti
Severně od vesnice se nachází zalesněný skalnatý vrch Žďár. Vrcholové partie a část svahů jsou součástí přírodní rezervace Žďár zřízené k ochraně suťových porostů. Na vrchu se také nachází pozůstatky žďárského hradiště z pozdní doby bronzové.